# بريمية ألكسندرية
بريمية الكسندرية (الاسم العلمي:Leptospira alexanderi) هي نوع من البكتيريا تتبع جنس البريمية من فصيلة نظيرات البريمية.